# The New York Times Book Review
The New York Times Book Review est un supplément hebdomadaire du journal The New York Times, qui couvre l'actualité et les sorties littéraires. Il est disponible en deux versions : l'une, sous forme de magazine, indépendante du journal, disponible par abonnement ou chez les distributeurs de presse, et l'autre, insérée dans l'édition du New York Times du dimanche.